# Hedysarum polybotrys
Hedysarum polybotrys är en ärtväxtart som beskrevs av Hand.-mazz. Hedysarum polybotrys ingår i släktet buskväpplingar, och familjen ärtväxter. IUCN kategoriserar arten globalt som livskraftig.

## Underarter
Arten delas in i följande underarter:
- H. p. alaschanicum
- H. p. polybotrys
- H. p. robustum